# Shoby
Shoby är en by i civil parish Grimston, i distriktet Melton, i grevskapet Leicestershire i England. Orten har 39 invånare (2000). Shoby var en civil parish 1858–1936 när det uppgick i Grimston. Civil parish hade 49 invånare år 1931. Byn nämndes i Domedagsboken (Domesday Book) år 1086, och kallades då Seoldesberie.